# 独立国家联合体会旗

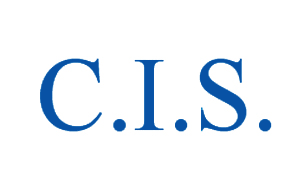
1991—1996年标志

 獨立國家聯合體会旗是在深蓝色的田野上描绘了黄色的太阳，八个弯曲的杖撑着太阳。在该标志通过之前，独联体使用显示在白色背景上字母“CIS”的临时标志。

## 描述

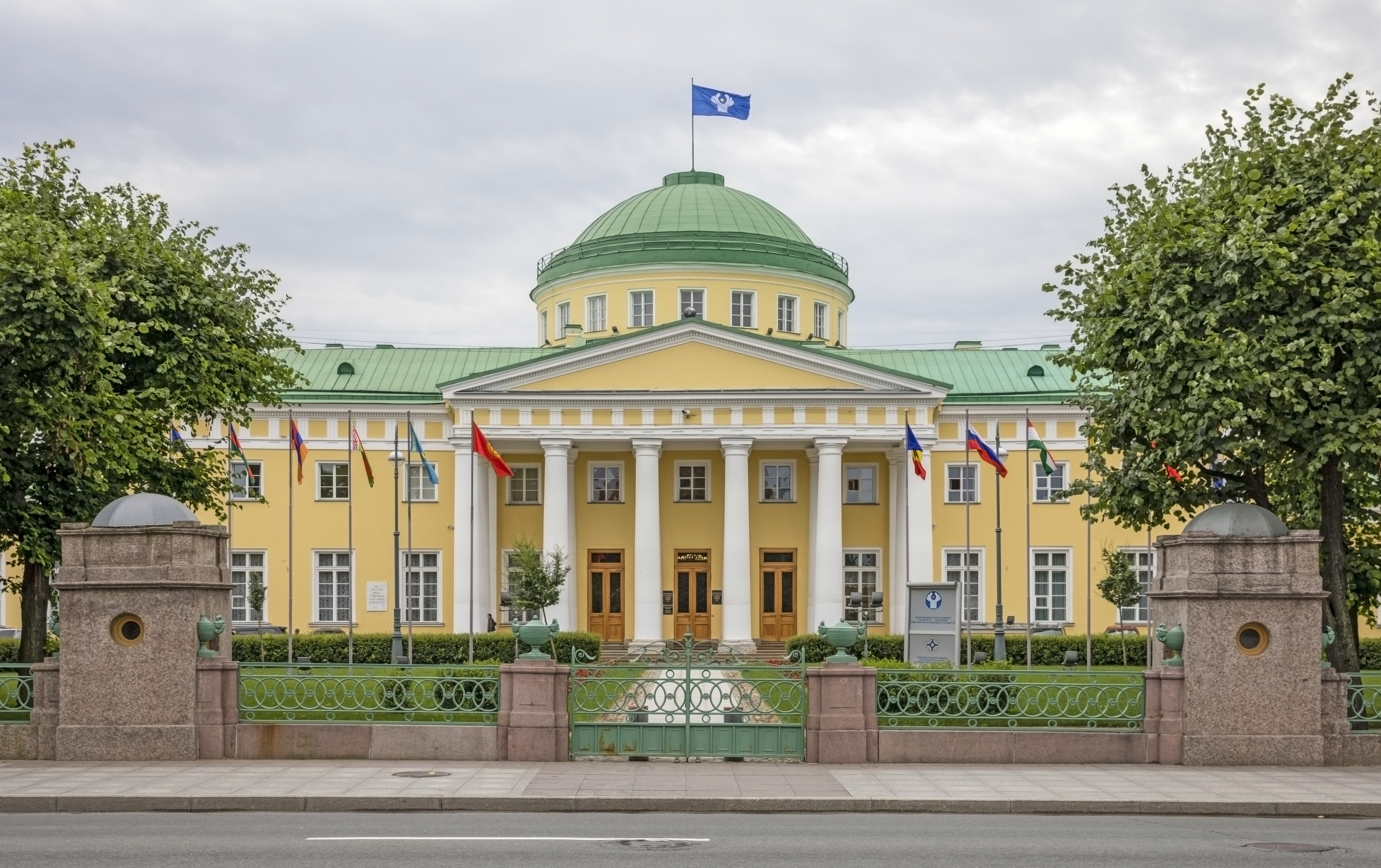
懸掛独立国家联合体会旗的塔夫利宫

这个设计象征着平等合作，团结，和平与稳定的愿望。